# Michał Apafy
Michał Apafy (węg. Apafi Mihály; ur. 3 listopada 1632, zm. 15 kwietnia 1690) – książę Siedmiogrodu w latach 1661–1690.
Pochodził z możnej rodziny węgierskiej. Po klęsce i śmierci Jerzego II Rakoczego został wybrany przez stany siedmiogrodzkie (a faktycznie narzucony przez imperium osmańskie) na księcia siedmiogrodzkiego, w opozycji do popieranego przez Habsburgów Jana Kemeniego (ten zmarł w roku następnym). Apafy nie posiadał ani większych talentów politycznych, ani ambicji. Mimo to pozostał na tronie blisko 30 lat, choć w praktyce księstwem kierował wówczas kanclerz Apafiego, Michał Teleki. 
W roku 1672 zezwolił Ormianom, zbiegłym z Bukowiny pod przewodnictwem biskupa suczawskiego Minasa Zilihtara, na osiedlenie się w miejscowościach Beszterce (Bystrzycy), Gyergyószentmiklós, Csíkszereda, Petele, Csíksomlyó oraz w Gyulafehérvár (Alba Iulia).
Aż do lat 80. XVII w. Siedmiogród wspierał Turcję. Dopiero klęska Turków w bitwie pod Wiedniem spowodowała zbliżenie do Austrii i podpisanie wreszcie w 1687 sojuszu. Wkrótce potem wojska austriackie wyparły Turków z całego Siedmiogrodu. Niedługo później nastąpiła też śmierć Apafyego, który pozostawił tron siedmiogrodzki synowi, Michałowi Apafiemu II.